# Monasterio de Santo Domingo el Antiguo (Toledo)
El monasterio de Santo Domingo de Silos el Antiguo, también conocido como convento de Santo Domingo el Antiguo, es un monasterio de la ciudad española de Toledo. Data del siglo vi y fue reconstruido en el siglo xi después de la conquista de la ciudad por el rey Alfonso VI de León.

## Historia
Varios manuscritos guardados en su archivo relatan que el monasterio fue construido en la época de san Ildefonso, como se desprende de las tres piedras visigodas con decoración a bisel de los siglos vi y vii. El rey Alfonso VI de León, después de la conquista de Toledo en 1085, y cumpliendo un juramento que había hecho al abad de Silos, lo mandó reconstruir. Después se trasladaron ahí un grupo de monjas cluniacenses y en 1159 las religiosas en el convento adoptaron la reforma cisterciense.

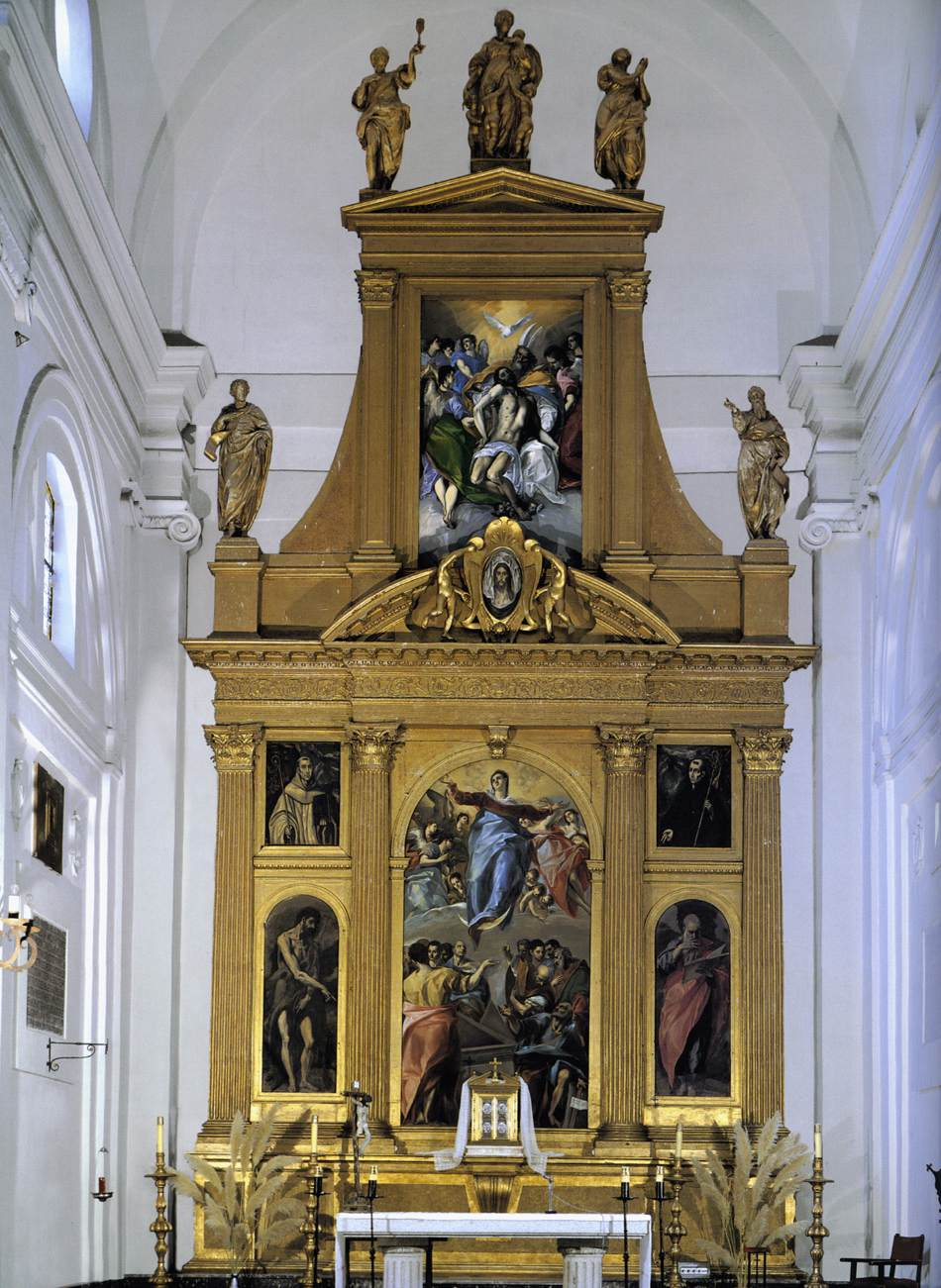
Retablo mayor Santo Domingo el Antiguo

En la segunda mitad del siglo xvi, sufrió grandes transformaciones al derribarse la antigua iglesia mudéjar. María de Silva, una dama portuguesa que con trece años había llegado a Castilla en el séquito de la reina Isabel de Portugal, vivió 38 años en el monasterio como «señora de piso» después de enviudar de Pedro González de Mendoza, contador mayor del rey Carlos V. María falleció en el monasterio el 28 de octubre de 1575. La iglesia, que se edificó para el enterramiento de María de Silva, tal como se llegó a construir, tiene doble paternidad; la comenzó Nicolás de Vergara el Mozo, y la continuó Juan de Herrera, arquitecto real. 

## Arquitectura
La iglesia destaca por la sencillez de sus formas. Tiene planta longitudinal con crucero y presbiterio de gran desarrollo, con testero plano, lo mismo que los del crucero. Los muros están articulados con pilastras jónicas que sostienen un entablamento de gran desarrollo. La cúpula sobre pechinas está coronada por una linterna. 
Como elementos fundamentales para la decoración de la iglesia, Diego de Castilla, deán de la Catedral de Santa María de Toledo y albacea de María de Silva, encargó a El Greco el retablo mayor y dos laterales, de los cuales, solamente algunos lienzos, permanecen en su lugar. Los contratos entre El Greco y Diego de Castilla y su hijo Luis se firmaron el 8 de agosto de 1577. La colección de la documentación del monasterio incluye numerosos documentos, correspondencia y testamentos de la familia Castilla, descendientes del rey Pedro I el Cruel cuyo testamento, otorgado en Sevilla el 18 de noviembre de 1362, forma parte de la colección.

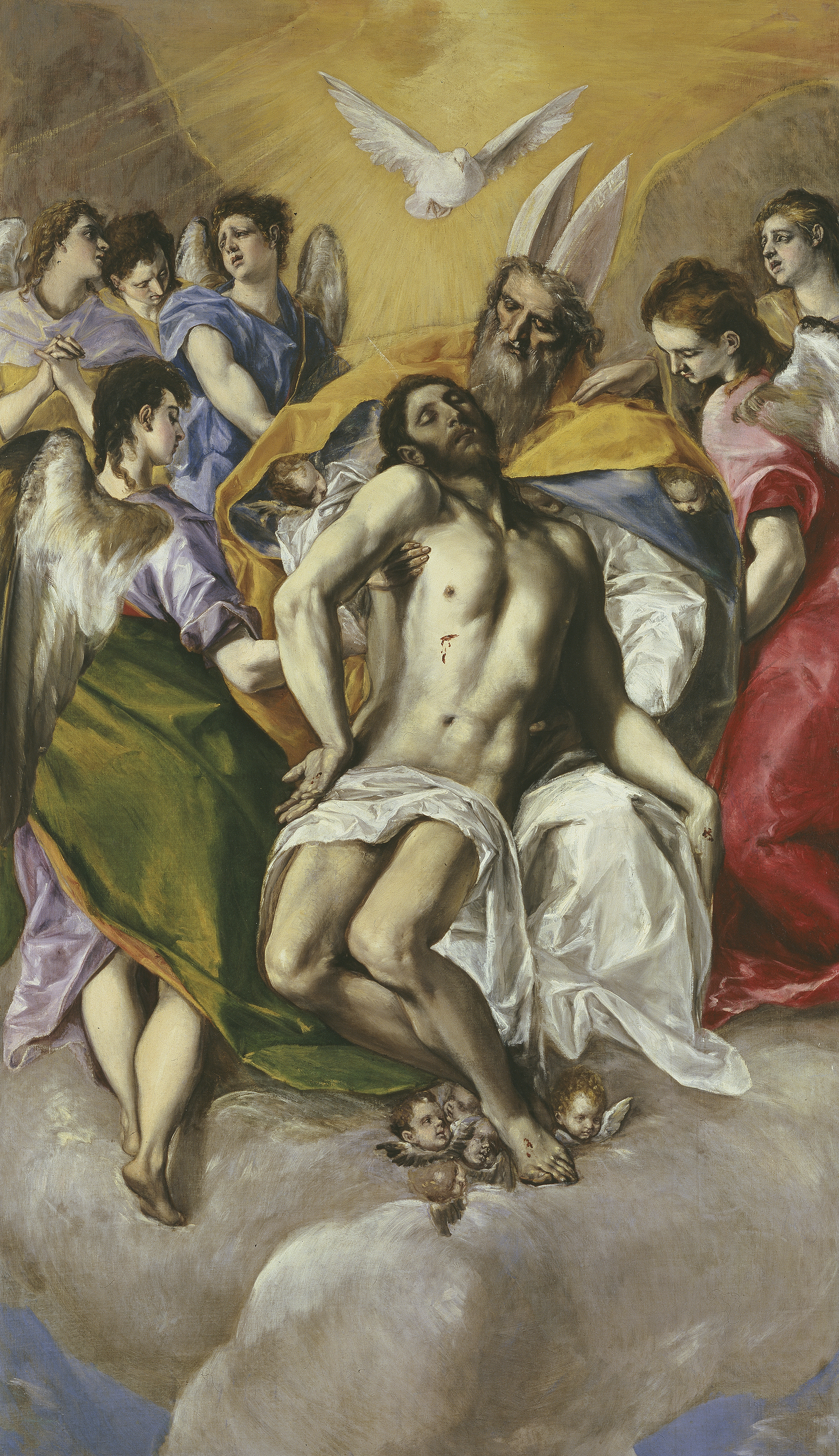
Retablo del Greco

El conjunto del convento gira en torno a dos patios, de los cuales el mayor está totalmente rehecho. En torno a este patio, se halla el refectorio y en el piso superior la sala de labor y acción de gracias. El claustro, llamado de Los Laureles, está enteramente construido en ladrillo. En la planta baja unos pilares octogonales sostienen los arcos de medio punto trasdosados. El claustro es perfectamente simétrico y las esquinas están formadas por la unión de dos pilares; en la planta superior los arcos son conopiales. Por sus formas estilísticas puede datarse a finales del siglo xv o comienzos del siglo xvi. 
En torno a este patio se encuentra la sala capitular y el coro. La primera sigue conservando muchos de los elementos usuales en la España de finales de la Edad Media y comienzos de la Moderna: Las yeserías mudéjares encuadran la puerta de entrada junto con azulejos de arista, grandes alfombras de azulejos decoran el suelo, y los escalones y el frontal del altar están recubiertos de ellos. La techumbre, de madera, está formada por casetones, según las formas renacentistas, pero decorados con estrellas octogonales de tradición mudéjar. 
Desde el patio se accede al antiguo coro de la comunidad, donde destacan la solería, con estupendos azulejos que forman grandes figuras geométricas, y el gran artesonado de formas renacentistas y mudéjares.